# Tobias Söderlund
Tobias Söderlund, född 1989, är en svensk barnboksförfattare. Hösten 2019 debuterade han med skräckboken Prästgårdens hemlighet hos Rabén&Sjögren.

## Biografi
Tobias Söderlund är uppvuxen i Bureå, en tätort i Skellefteå kommun, men bor numera i Stockholm där han sedan 2011 arbetar som redigeringsledare på Expressen. Dessförinnan arbetade han som journalist och redigerare på Aftonbladet.   
Boken Prästgårdens hemlighet gavs ut den 16 augusti 2019 och utspelar sig på prästgården i Borgvattnets socken i Ragunda kommun. Boken är den första i trilogin Spökkameran. Del två, Ljusklotets mysterium, publicerades den 8 april 2020 och utspelar sig på Gotland där karaktärerna stöter på ljusfenomenet Marteboljuset. Den tredje och sista delen i bokserien, Slottsruinens förbannelse, gavs ut den 9 oktober år 2020. De två första delarna av trilogin blev nominerade till priset Crimetime Award Årets Barndeckare 2020.
Även Söderlunds andra serie, Spökhunden Buster, blev nominerad till samma pris året därpå, för de två första delarna Mysteriet på kyrkogården och Docksamlarens hus.